# Бажанов, Григорий Сергеевич
Григорий Сергеевич Бажанов (27 декабря 1918 — 9 декабря 1955) — советский военный лётчик, участник советско-финской и Великой Отечественной войн. Герой Советского Союза (22.07.1944). Гвардии майор (5.02.1951).

## Биография
Родился 27 декабря 1918 года в деревне Барская Дуброва (ныне Красная Дубрава Орехово-Зуевского района Московской области) в семье крестьянина. С 1925 жил в городе Москве. Русский. Член ВКП(б) с 1941 года. Окончил среднюю школу.
В августе 1936 года призван в Красную армию и направлен в авиационное училище. В 1938 году окончил Ейское военно-морское авиационное училище имени И. В. Сталина. Служил в ВВС Балтийского флота. Участник советско-финской войны 1939—1940 годов, на которой совершил 43 боевых вылета на бомбардировку объектов противника, награждён своим первым орденом.
Участник Великой Отечественной войны с июня 1941 года. Боевые действия начал штурманом эскадрильи 73-го бомбардировочного авиационного полка Краснознаменного Балтийского флота. Первую победу одержал 6 июля 1941 года, потопив в районе Виндавы вражеский транспорт. 13 июля экипаж, в котором летал Бажанов, повредил миноносец противника.
В декабре 1942 года Бажанова перевели в 1-й гвардейский минно-торпедный авиационный полк ВВС Балтийского флота штурманом звена, а затем эскадрильи. В новой части активно включился в боевую работу. 14 февраля 1943 года его вылет вызвал два огромных пожара на военных объектах Таллина, оккупированного в то время врагом. 18 апреля 1943 года от его бомб возник пожар и взрыв на складе боеприпасов в Красногвардейске. 21 апреля 1943 года бомбардировал финский порт Котка. 16 августа 1943 года разбомбил вражеский транспорт в таллинском порту. 28 августа 1943 года уничтожил несколько эшелонов на товарной станции Таллина.
В дни боев за освобождение Ленинграда от блокады в начале 1944 года Бажанов бомбил узлы обороны врага. В ночь с 16 на 17 января 1944 года он пять раз бомбардировал узел дорог и опорный пункт противника в районе железнодорожной станции Ропша, был в числе тех гвардейцев, которые прямыми попаданиями подняли на воздух командный пункт гитлеровского соединения.
Так же успешно отважный штурман громил врага и на морских коммуникациях. Только в июне 1944 года экипаж, в котором летал Бажанов, потопил три гитлеровских транспорта.
штурман эскадрильи 1-го гвардейского минно-торпедного авиационного полка 8-й минно-торпедной авиационной дивизии Военно-воздушных сил Балтийского флота гвардии капитан Г. С. Бажанов к июлю 1944 года совершил 145 успешных боевых вылетов, потопил 6 вражеских транспортов общим водоизмещением 19000 тонн, 2 катера, повредил 3 транспорта, 3 катера и 1 миноносец. Бомбовыми ударами уничтожил десятки танков, бронемашин и автомашин, много живой силы врага, в воздушном бою 3 августа 1941 года сбил самолёт противника.
Указом Президиума Верховного Совета СССР от 22 июля 1944 года за образцовое выполнение заданий командования и проявленные мужество и геройство в боях с немецкими захватчиками гвардии капитану Григорию Сергеевичу Бажанову присвоено звание Героя Советского Союза с вручением ордена Ленина и медали «Золотая Звезда» (N 4002).
Когда началось освобождение Прибалтики Бажанов был назначен старшим офицером по разведке. И на разведку он летал, как правило, с торпедой и продолжал увеличивать боевой счёт. 9 октября 1944 года в экипаже Героя Советского Союза А. В. Преснякова потопил ещё 1 немецкий транспорт водоизмещением до 5000 тн. Командир полка И. И. Борзов так характеризовал Бажанова:

Умело обеспечивает боевую работу точными разведданными и одновременно принимает непосредственное участие в боевых полетах…

Всего к концу войны капитан Бажанов совершил 258 боевых вылетов, потопил семь транспортов общим водоизмещением 24000 тонн. Ещё 7 кораблей и судов, в том числе миноносец, повредил.
После Победы продолжал службу на флоте. С января 1946 года служил штурманом флагманского корабля и звена в 65-м отдельном транспортном авиационном полку ВВС ВМФ. С сентября 1954 года майор Бажанов — в запасе. 
Жил в Москве. Скончался 9 декабря 1955 года. Похоронен в Москве на Головинском кладбище.

## Награды
- Медаль «Золотая Звезда» Героя Советского Союза (22.07.1944, № 4002)
- Орден Ленина (22.07.1944)
- Четыре ордена Красного Знамени (21.04.1940, 21.07.1942, 20.11.1943, 11.06.1945)
- Орден Красной Звезды (27.12.1951)
- Медали:
  - Медаль «За боевые заслуги» (5.11.1946)
  - Медаль «За оборону Ленинграда» (13.06.1943)
  - Медаль «За победу над Германией в Великой Отечественной войне 1941—1945 гг.» (1945)
  - Медаль «За взятие Кенигсберга» (1945)
  - Юбилейная медаль «30 лет Советской Армии и Флота» (1948)[1]